# Campillo de Arenas
Campillo de Arenas é um município da Espanha na província de Jaén, comunidade autónoma da Andaluzia, de área 23,53 km² com população de 103 habitantes (2007) e densidade populacional de 17,41 hab./km².

## Demografia
| Variação demográfica do município entre 1991 e 2004 | Variação demográfica do município entre 1991 e 2004 | Variação demográfica do município entre 1991 e 2004 | Variação demográfica do município entre 1991 e 2004 |
| --------------------------------------------------- | --------------------------------------------------- | --------------------------------------------------- | --------------------------------------------------- |
| 1991                                                | 1996                                                | 2001                                                | 2004                                                |
| 2279                                                | 2291                                                | 2140                                                | 2098                                                |